# Jock Ditchburn
John Hurst Ditchburn (13 tháng 3 năm 1897 – tháng 1 năm 1992) là một cầu thủ bóng đá người Anh thi đấu ở vị trí wing half cho Sunderland.